# Chlorochaeta bajularia
Chlorochaeta bajularia är en fjärilsart som beskrevs av Ignaz Schiffermüller 1775. Chlorochaeta bajularia ingår i släktet Chlorochaeta och familjen mätare. Inga underarter finns listade i Catalogue of Life.